# Jacques Guilhem (évêque)
Pour les articles homonymes, voir Jacques Guilhem.
Charles-Marie-Jacques Guilhem est un ecclésiastique catholique français né le 7 décembre 1897  à Paris 7e et mort le 19 juin 1975 à Paris 18e.

## Biographie
Prêtre du diocèse de Paris, Jacques Guilhem a été vicaire général de Maurice Feltin. Il a exercé comme curé de Notre-Dame du Rosaire entre 1943 et 1951 et comme curé de Église Notre-Dame-de-Grâce de Passy de 1951 à 1957. 
Évêque de Laval de 1962 à 1969, il a favorisé la construction de trois nouvelles églises : Saint-Paul, Saint-Jean et Sainte-Thérèse, dans des quartiers qui étaient à l'époque en pleine extension.
Il est inhumé dans la cathédrale de Laval.